# Virago

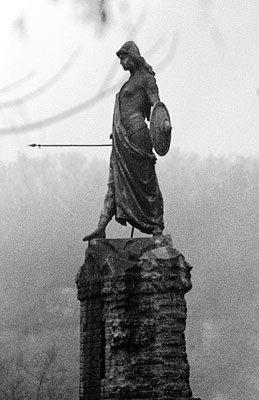
Bronce de una joven guerrera con traje lombardo. Francesco Porzio, Monumento a la difesa di Casale, 1897.

Una virago es una mujer que demuestra su valentía, fuerza La palabra proviene de la palabra latina virāgō (genitivo virāginis) que significa «vigoroso» (cf. viril y virtud) a la que se añade el sufijo -āgō, un sufijo que crea un nuevo sustantivo de la tercera declinación con género gramatical femenino. Históricamente, el término tenía a menudo una connotación positiva y reflejaba el heroísmo y cualidades ejemplares de masculinidad. Con todo, también podía ser peyorativo, refiriéndose a una mujer que es masculina con exclusión de las virtudes femeninas tradicionales (cf. marimacha), en particular, mujeres que actuaban agresivamente o como hombres La palabra virago casi siempre ha tenido una asociación con la transgresión de género cultural. Hay casos documentados de viragos (como Juana de Arco) peleando batallas, vistiendo ropa de hombre o recibiendo la tonsura.

## Historia
Históricamente, el concepto de virago se remonta a la antigüedad. La filosofía helenística afirmaba que los hombres de élite y excepcionalmente heroicos tenían virtus (en griego: ἀνδρεία, romanizado: andreia). La Virtus (una vez más vinculada a vir, el hombre valiente que respeta los valores y la ética más altos de la sociedad en oposición a homo, el ser humano) definía los rasgos de excelencia para un hombre en la antigua Roma (y Grecia), incluyendo el valor y el heroísmo, pero también moralidad y fuerza física. Mujeres y hombres que no pertenecían a la élite o no eran heroicos (esclavos, sirvientes, artesanos, comerciantes) eran considerados una categoría menor y se creía que eran menos excelentes en moralidad romana. No obstante, si una mujer era lo suficientemente excepcional, podía ganar el título de virago. Al hacerlo, superaba las expectativas de lo que se creía posible para su género y encarnaba la agresión similar a la masculina y/o la excelencia. Virago era, entonces, un título de respeto y admiración. En el cristianismo, se consideraba que una monja o mujer santa que se había vuelto igual en divinidad a los monjes a través del celibato practicado, la práctica y devoción religiosa ejemplar y la virginidad intacta, había superado las «limitaciones» de su feminidad y era llamada virago. El escritor latino Fírmico Materno en el siglo IV d. de C describe a las virago como mujeres que asumen el carácter de un hombre y desean tener relaciones sexuales con mujeres como los hombres.
Los diccionarios modernos estándar definen a virago como una mujer varonil, y en otros idiomas, en orden de definición, como (1) una «mujer ruidosa y autoritaria»; una «arpía» o (2) una mujer de «gran estatura, fuerza y coraje». Por lo tanto, virago sigue estando asociado tanto con el nombramiento de una mujer que tiene (1) unas maneras dominantes, abrasivas y rencorosas, o (2) ha superado los estereotipos culturales y de género para personificar un heroísmo viril; por ejemplo, la Marina Real británica bautizó al menos a cuatro buques de guerra con el nombre de Virago.

## Biblia Vulgata
La Biblia Vulgata, traducida por Jerónimo y otros en el siglo IV d. C, fue una de las primeras traducciones latinas del Antiguo Testamento de la Biblia hebrea. En Génesis 2:23, Jerónimo usa las palabras Vir para hombre y Virago para «mujer» intentando reproducir un juego de palabras sobre «masculino» y «femenino» (ish e ishah) que existía en el texto hebreo.

La Vulgata dice:
Dixitque Adam hoc nunc os ex ossibus meis et caro de carne mea haec vocabitur virago quoniam de viro sumpta est.«Y dijo Adán: Esta sí que es hueso de mis huesos y carne de mi carne; ésta será llamada 'mujer' (virago), porque del varón (viro) ha sido tomada».
El poema en inglés medio Cursor Mundi conserva el nombre latino para la mujer en su relato de la creación que por lo demás se encuentra en inglés medio:

Quen sco was broght be-for adam, Virago he gaf her to nam; þar for hight sco virago, ffor maked of the man was sco. (lines 631–34)«Cuando ella fue traída ante Adán, Virago fue el nombre que él le dio; por lo tanto, ella se llama Virago, porque ella fue hecha del hombre».